# 中效胰島素
中效胰島素（英語：NPH insulin，全称中性鱼精蛋白锌胰岛素）又名等向胰島素（英語：isophane insulin），是用於調控糖尿病患者血糖的中效期胰島素（intermediate–acting insulin），使用方式為一天皮下注射兩次，一般而言，注射90分鐘後開始作用，藥效持續24小時。有些中效胰島素會預先混合短效型胰島素使用。
常見副作用為低血糖，其他包含注射處疼痛與皮膚徵象改變、低血鉀和過敏。妊娠用藥分級為B，孕婦使用對於胎兒來說相對安全。中效胰島素是由一般型胰島素、魚精蛋白與適當比例的鋅和酚混合而成，常見型態為中性結晶。胰島素的來源有兩種：一種是由人類基因轉殖而成，另一種則萃取自豬的胰臟。
1936年混合魚精蛋白的胰島素問世，1946年出現中效胰島素。此藥物也被列入世界衛生組織基本藥物標準清單。開發中國家中效胰島素每千單位的批發價約為2.23到10.35美金。英國健保署每千單位給付7.48英鎊，而在美國同量的中效型胰島素給付約為134美金。